# 오경 (후한)
오경(吳景,? ~ 203년)은 중국 후한 말기의 군인으로, 오군 오현(吳縣) 사람이나, 전당현(錢唐縣)으로 이주했다. 봉거도위(奉車都尉) 오휘(吳輝)의 아들이자 무열황후의 아우이다.

## 행적
어려서 부모를 잃어 누이와 함께 살았고, 손견을 섬기며 공을 세워 기도위가 되었다.
원술의 명으로 단양태수를 겸하고 옛 단양태수 주흔을 쳤으나 격퇴당하자 주흔의 백성들에게 보복을 가했다. 주흔은 백성들이 해를 입는 것을 자신의 허물로 여겨 군사를 해산시키고 본군으로 돌아가 오경은 마침내 단양군을 점거하였다. 손책은 여범·손하와 함께 오경에게 의탁하여, 함께 조랑을 쳐 달아나게 했다.
유요가 양주자사로 임명되었으나 원술이 양주자사의 치소가 있는 회남군에 웅거하였으므로 감히 부임하지 못하고 있었는데, 오경은 손분과 함께 유요를 맞아들여 곡아에 두었다. 원술이 여러 군현을 쳐 함락시키자 유요는 원술에게 저항하고, 원술에게 관직을 받은 오경과 손분을 쫓아냈다. 오경은 원술에게 의탁하여 독군중랑장에 임명되었다. 원술은 오경, 손분에게 명하여 유요를 치게 했으나, 횡강에서 유요의 휘하 장수 번능과 우미에게 1년 동안 저지되었다. 원술이 다시 손책을 파견하자, 오경과 손분은 손책과 합류하여 번능과 우미를 무찌르고 말릉(秣陵)에서 착융과 설례를 쳤다. 손책이 우저에서 설례와 싸우다 부상을 입자 항복한 도적들이 다시 모반하였는데, 오경은 이를 쳐 모두 사로잡았다. 유요 토벌에 참가하였고, 유요가 예장으로 달아나자 손책이 오경과 손분을 수춘으로 보내 원술에게 보고했다.
원술은 서주의 유비를 칠 생각으로 오경을 광릉태수로 삼았다. 손책 등의 만류를 듣지 않고 원술이 황제를 참칭하자, 손책은 원술과 관계를 끊고 오경에게 사자를 보내 이를 알렸다. 오경은 곧 하야하고 본군으로 돌아왔으며, 손책에게서 단양태수로 임명되었다. 건안 2년(198년) 한나라 조정에서 파견한 의랑 왕보(王誧)는 표를 올려 오경을 양무장군(揚武將軍)으로 삼고, 예전과 같이 단양태수를 겸하게 했다.
건안 8년(203년), 숨을 거두었다.

## 친척 관계
- 오부인 (누나) = 손견 (매부)
- 오경
  - 오분(吳奮) (아들)
    - 오안(吳安) (손자)

  - 오기(吳祺) (아들)
    - 오찬(吳纂) (손자)

오분은 아버지가 죽은 후 아버지의 병사를 받아 장수가 되고, 신정후에 봉해졌다.
오안은 아버지가 죽은 후 그 뒤를 이었다. 손패의 도당이 되어, 적오 13년(250년) 손패가 사사당할 때 전기, 양축 등과 함께 주살됐다.
오기는 조카 오안이 죽은 후 그 뒤를 잇고, 도정후에 봉해졌다.
오찬은 아버지가 죽은 후 그 뒤를 이었다. 등윤의 딸과 혼인했으므로, 태평 원년(256년) 등윤이 주살될 때 같이 죽었다.

## 같이 보기
- 삼국지 인물 목록